# Nazioni partecipanti all'Eurovision Young Musicians
     Ha partecipato almeno una volta
     Non ha mai partecipato, ma potrebbe
     Paesi che hanno partecipato come parte di un altro stato ma mai in maniera indipendente

Ha partecipato almeno una volta
Non ha mai partecipato, ma potrebbe
Paesi che hanno partecipato come parte di un altro stato ma mai in maniera indipendente

Mappa che mostra il numero di vittorie ottenute da ogni stato partecipante. La Repubblica Ceca ha vinto al posto dell'Italia nel 2022.

Le Nazioni partecipanti all'Eurovision Young Musicians sono quarantadue da quando il festival è cominciato nel 1982. Di queste, undici hanno vinto almeno una volta la competizione, organizzata dall'Unione europea di radiodiffusione (UER), originariamente organizzata dalla BBC (British Broadcasting Corporation) sulla base del BBC Young Musician, che si tiene ogni due anni, in uno dei tanti paesi dell'Unione.
La partecipazione al concorso è principalmente aperta a tutte le emittenti membri attivi dell'UER. Per essere un membro attivo, le emittenti devono far parte della zona europea di radiodiffusione, o essere in un paese membro del Consiglio d'Europa. L'ammissibilità a partecipare, quindi, non è determinata dall'inclusione geografica all'interno del continente europeo, né ha un collegamento diretto con l'Unione europea.
Infatti diversi paesi geograficamente al di fuori dei confini dell'Europa hanno gareggiato, come ad esempio: Israele, Cipro e Armenia, nell'Asia occidentale, rispettivamente dal 1986, 1988 e dal 2012. Inoltre, molti paesi transcontinentali, con solo una parte del loro territorio appartenente all'Europa, hanno gareggiato: Russia, dal 1994; e la Georgia, dal 2012.

## Paesi non più esistenti, ma che hanno partecipato
All'Eurovision Young Musicians, hanno partecipato anche paesi o federazioni che poi però si sono disgregati e paesi con forme di governo e denominazioni che sono mutate col tempo. È il caso della Rep. Socialista Federale di Jugoslavia e di Serbia e Montenegro, quest'ultima partecipò solo nel 2006.
| Paese                                  | Anno di debutto | Ultima partecipazione | N° di partecipazioni | N° di volte in Finale | Vittorie | Miglior risultato                    | Rete/i Televisiva/e |
| -------------------------------------- | --------------- | --------------------- | -------------------- | --------------------- | -------- | ------------------------------------ | ------------------- |
| Rep. Socialista Federale di Jugoslavia | 1986            | 1992                  | 4                    | 1                     | 0        | Qualificata per la finale (1986)     | JRT                 |
| Serbia e Montenegro                    | 2006            | 2006                  | 1                    | 0                     | 0        | Non qualificata per la finale (2006) | UJRT                |
| Repubblica di Macedonia                | 1994            | 1994                  | 1                    | 0                     | 0        | Non qualificata per la finale (1994) | MRT                 |

## Membri dell'UER che non partecipano
Di seguito, una tabella riassuntiva, di altri paesi membri dell'UER, che non hanno mai voluto partecipare:
| Paese                | Rete/i Televisiva/e |
| -------------------- | ------------------- |
| Algeria              | ENTV ENRS TDA       |
| Andorra              | RTVA                |
| Azerbaigian          | İTV                 |
| Città del Vaticano   | RV                  |
| Egitto               | ERTU                |
| Giordania            | JRTV                |
| Islanda              | RÚV                 |
| Libano               | Télé-Liban          |
| Libia                | LNC                 |
| Lussemburgo          | RTL                 |
| Marocco              | TVM                 |
| Principato di Monaco | TMC                 |
| Montenegro           | RTCG                |
| Tunisia              | ERTT                |
| Turchia              | TRT                 |

## Partecipanti
La seguente tabella elenca i paesi, in ordine alfabetico (internazionale), che hanno partecipato al concorso almeno una volta, con le rispettive reti televisive, il debutto e la loro ultima partecipazione. Ogni paese, inoltre, è dotato del proprio simbolo del Eurovision Young Musicians: un cuore, contenente la propria bandiera.
I paesi che detengono il maggior numero di partecipazioni sono attualmente l' Austria e la  Norvegia, con 19 presenze sin dall'inizio della manifestazione.
Legenda
- paesi che si sono ritirati dalla manifestazione

| Paese                | Anno di debutto | Ultima partecipazione | N° di Partecipazioni | N° di volte in Finale | Vittorie | Miglior risultato                                    | Rete/i Televisiva/e                                                 |
| -------------------- | --------------- | --------------------- | -------------------- | --------------------- | -------- | ---------------------------------------------------- | ------------------------------------------------------------------- |
| Albania              | 2018            | 2018                  | 1                    | 0                     | 0        | Non qualificata (2018)                               | RTSH                                                                |
| Armenia              | 2012            | 2024                  | 2                    | 2                     | 0        | 3º (2012)                                            | ARMTV                                                               |
| Austria              | 1982            | 2024                  | 19                   | 16                    | 6        | 1º (1988, 1998, 2002, 2004, 2014, 2024)              | ORF                                                                 |
| Bielorussia          | 2010            | 2012                  | 2                    | 2                     | 0        | Qualificata (2010, 2012)                             | BTRC                                                                |
| Belgio               | 1986            | 2024                  | 12                   | 4                     | 0        | 3º (1990,1992)                                       | VRT (olandese) (2003-2012) RTBF (francese) (2003-2005)              |
| Bosnia ed Erzegovina | 2012            | 2012                  | 1                    | 0                     | 0        | Non qualificata (2012)                               | BHRT                                                                |
| Bulgaria             | 2006            | 2006                  | 1                    | 0                     | 0        | Non qualificata (2006)                               | BNT                                                                 |
| Cipro                | 1988            | 2010                  | 10                   | 0                     | 0        | Non qualificata (dal 1988 al 1998, dal 2002 al 2010) | CyBC                                                                |
| Croazia              | 1994            | 2022                  | 11                   | 5                     | 0        | 2º (1998)                                            | HRT                                                                 |
| Danimarca            | 1986            | 2002                  | 6                    | 2                     | 0        | Qualificata (1992,1994)                              | DR                                                                  |
| Estonia              | 1994            | 2018                  | 6                    | 3                     | 0        | 3º (1996)                                            | ERR                                                                 |
| Finlandia            | 1984            | 2008                  | 12                   | 8                     | 0        | 2º (1984, 2000, 2008)                                | Yle                                                                 |
| Francia              | 1982            | 2024                  | 10                   | 4                     | 1        | 1º (1986)                                            | TF1 (1982) France Télévisions (1984-2000, 2022) Radio France (2022) |
| Georgia              | 2012            | 2012                  | 1                    | 0                     | 0        | Non qualificata (2012)                               | GPB                                                                 |
| Germania             | 1982            | 2024                  | 18                   | 14                    | 2        | 1º (1982, 1996)                                      | ZDF (1982-2004) NDR(ARD) (2008-)                                    |
| Grecia               | 1990            | 2018                  | 10                   | 3                     | 1        | 1º (2008)                                            | ERT                                                                 |
| Irlanda              | 1986            | 2000                  | 7                    | 0                     | 0        | Non qualificata (dal 1986 al 1990, dal 1994 al 2000) | RTÉ                                                                 |
| Israele              | 1986            | 2018                  | 2                    | 0                     | 0        | Non qualificata (1986, 2018)                         | IBA (1986) KAN (2018-)                                              |
| Italia               | 1986            | 2002                  | 4                    | 1                     | 0        | 3º (1988)                                            | Rai                                                                 |
| Lettonia             | 1994            | 2002                  | 5                    | 3                     | 0        | 2º (1994)                                            | LTV                                                                 |
| Lituania             | 1994            | 1994                  | 1                    | 0                     | 0        | Non qualificata (1994)                               | LRT                                                                 |
| Malta                | 2014            | 2018                  | 2                    | 2                     | 0        | Qualificata (2014, 2016)                             | MKRTV                                                               |
| Moldavia             | 2014            | 2014                  | 1                    | 1                     | 0        | Qualificata (2014)                                   | TRM                                                                 |
| Norvegia             | 1982            | 2024                  | 19                   | 15                    | 1        | 1º (2012)                                            | NRK                                                                 |
| Paesi Bassi          | 1984            | 2014                  | 12                   | 5                     | 2        | 1º (1984,1990)                                       | NOS(1984-1990, 2000-2004) NPS (2006-2010) NTS (2012-2014)           |
| Polonia              | 1992            | 2024                  | 14                   | 11                    | 3        | 1º (1992, 2000, 2016)                                | TVP                                                                 |
| Portogallo           | 1990            | 2014                  | 4                    | 1                     | 0        | Qualificata (2014)                                   | RTP                                                                 |
| Regno Unito          | 1982            | 2018                  | 16                   | 10                    | 1        | 1º (1994)                                            | BBC                                                                 |
| Repubblica Ceca      | 2002            | 2024                  | 8                    | 4                     | 1        | 1º (2022)                                            | ČT                                                                  |
| Romania              | 2002            | 2010                  | 5                    | 1                     | 0        | Qualificata (2006)                                   | TVR                                                                 |
| Russia               | 1994            | 2018                  | 8                    | 6                     | 1        | 1º (2018)                                            | VGTRK                                                               |
| San Marino           | 2016            | 2018                  | 2                    | 1                     | 0        | Qualificata (2016)                                   | SMRTV                                                               |
| Serbia               | 2008            | 2024                  | 2                    | 1                     | 0        | Qualificata (2024)                                   | RTS                                                                 |
| Slovacchia           | 1998            | 2000                  | 2                    | 1                     | 0        | Qualificata (1998)                                   | STV                                                                 |
| Slovenia             | 1994            | 2018                  | 12                   | 7                     | 1        | 1º (2010)                                            | RTVSLO                                                              |
| Spagna               | 1988            | 2018                  | 8                    | 1                     | 0        | 2º (1992)                                            | TVE                                                                 |
| Svezia               | 1986            | 2024                  | 14                   | 7                     | 1        | 1º (2006)                                            | SVT                                                                 |
| Svizzera             | 1982            | 2024                  | 13                   | 8                     | 0        | 2º (1986)                                            | SRG SSR                                                             |
| Ucraina              | 2008            | 2018                  | 2                    | 0                     | 0        | Non qualificata (2008, 2012)                         | UA:PBC                                                              |
| Ungheria             | 1992            | 2018                  | 6                    | 5                     | 0        | 3º (2014)                                            | MTVA                                                                |

## Medagliere

### Legenda
- Paese non più esistente
- Paese ritiratosi dalla manifestazione

| Pos. | Paese                | 1º posto | 2º posto | 3º posto | Totale |
| ---- | -------------------- | -------- | -------- | -------- | ------ |
| 1    | Austria              | 6        | 2        | 1        | 9      |
| 2    | Polonia              | 3        | 0        | 0        | 3      |
| 3    | Germania             | 2        | 2        | 1        | 5      |
| 4    | Paesi Bassi          | 2        | 0        | 0        | 2      |
| 5    | Norvegia             | 1        | 3        | 3        | 7      |
| 6    | Slovenia             | 1        | 2        | 1        | 4      |
| 7    | Regno Unito          | 1        | 1        | 2        | 4      |
| 8    | Svezia               | 1        | 1        | 1        | 3      |
| 9    | Francia              | 1        | 1        | 0        | 2      |
| 9    | Repubblica Ceca      | 1        | 1        | 0        | 2      |
| 11   | Russia               | 1        | 0        | 4        | 5      |
| 12   | Grecia               | 1        | 0        | 0        | 1      |
| 13   | Finlandia            | 0        | 3        | 1        | 4      |
| 14   | Svizzera             | 0        | 1        | 1        | 2      |
| 15   | Croazia              | 0        | 1        | 0        | 1      |
| 15   | Lettonia             | 0        | 1        | 0        | 1      |
| 15   | Spagna               | 0        | 1        | 0        | 1      |
| 18   | Belgio               | 0        | 0        | 2        | 2      |
| 19   | Armenia              | 0        | 0        | 1        | 1      |
| 19   | Estonia              | 0        | 0        | 1        | 1      |
| 19   | Italia               | 0        | 0        | 1        | 1      |
| 19   | Ungheria             | 0        | 0        | 1        | 1      |
| 23   | Albania              | 0        | 0        | 0        | 0      |
| 23   | Bielorussia          | 0        | 0        | 0        | 0      |
| 23   | Bosnia ed Erzegovina | 0        | 0        | 0        | 0      |
| 23   | Bulgaria             | 0        | 0        | 0        | 0      |
| 23   | Cipro                | 0        | 0        | 0        | 0      |
| 23   | Danimarca            | 0        | 0        | 0        | 0      |
| 23   | Georgia              | 0        | 0        | 0        | 0      |
| 23   | Irlanda              | 0        | 0        | 0        | 0      |
| 23   | Israele              | 0        | 0        | 0        | 0      |
| 23   | Lituania             | 0        | 0        | 0        | 0      |
| 23   | Macedonia del Nord   | 0        | 0        | 0        | 0      |
| 23   | Malta                | 0        | 0        | 0        | 0      |
| 23   | Moldavia             | 0        | 0        | 0        | 0      |
| 23   | Portogallo           | 0        | 0        | 0        | 0      |
| 23   | Romania              | 0        | 0        | 0        | 0      |
| 23   | San Marino           | 0        | 0        | 0        | 0      |
| 23   | Serbia               | 0        | 0        | 0        | 0      |
| 23   | Slovacchia           | 0        | 0        | 0        | 0      |
| 23   | Ucraina              | 0        | 0        | 0        | 0      |
| 23   | Jugoslavia           | 0        | 0        | 0        | 0      |
| 23   | Serbia e Montenegro  | 0        | 0        | 0        | 0      |

## Paesi partecipanti nei decenni

### Legenda
- "vincitore", il paese ha vinto il Eurovision Young Musicians in quell'anno;
- "secondo", il paese è arrivato secondo in quell'anno;
- "terzo", il paese è arrivato terzo in quell'anno;
- "rimanenti", il paese può essere arrivato dal quarto, al penultimo posto;
- "non qualificato alla finale": il paese non accede alla finale;
- "debutto", il paese è debuttato in quell'anno;
- "non partecipante", il paese non ha partecipato o si è ritirato in quell'anno;

#### Anni 1980
| 1982–1988                       | 1982–1988 | 1982–1988 | 1982–1988 | 1982–1988 |
| Paesi partecipanti e debuttanti | 1982 (6)  | 1984 (7)  | 1986 (15) | 1988 (16) |
| ------------------------------- | --------- | --------- | --------- | --------- |
| Austria                         | 4=        | 4=        | 6=        | 1         |
| Belgio                          |           |           | 6=        | 7=        |
| Cipro                           |           |           |           | 7=        |
| Danimarca                       |           |           | 6=        | 7=        |
| Finlandia                       |           | 2         | 3         | =4        |
| Francia                         | 2         | 4=        | 1         | 7=        |
| Germania                        | 1         | 4=        | 6=        | 4=        |
| Jugoslavia                      |           |           | 4=        | 7=        |
| Irlanda                         |           |           | 6=        | 7=        |
| Israele                         |           |           | 6=        |           |
| Italia                          |           |           | 6=        | 3         |
| Paesi Bassi                     |           | 1         | 6=        | 7=        |
| Norvegia                        | 4=        |           | 6=        | 2         |
| Regno Unito                     | 4=        | 3         | 4=        | 4=        |
| Spagna                          |           |           |           | 7=        |
| Svezia                          |           |           | 6=        | 7=        |
| Svizzera                        | 3         | 4=        | 2         | 7=        |

#### Anni 1990
| 1990–1998                       | 1990–1998 | 1990–1998 | 1990–1998 | 1990–1998 | 1990–1998 |
| Paesi partecipanti e debuttanti | 1990 (18) | 1992 (13) | 1994 (24) | 1996 (17) | 1998 (13) |
| ------------------------------- | --------- | --------- | --------- | --------- | --------- |
| Austria                         | 4=        | 4=        | 9=        | 2         | 1         |
| Belgio                          | 3         | 3         | 9=        | 9=        |           |
| Cipro                           | 6=        | 9=        | 9=        | 9=        | 9=        |
| Croazia                         |           |           | 9=        |           | 2         |
| Danimarca                       | 6=        | 4=        | 4=        |           |           |
| Estonia                         |           |           | 4=        | 3         | 9=        |
| Finlandia                       | 6=        | 4=        | 4=        |           | 4=        |
| Francia                         | =4        |           | 9=        | 4=        |           |
| Germania                        | 2         | 9=        | 9=        | 1         |           |
| Grecia                          | 6=        |           | 9=        | 9=        |           |
| Jugoslavia                      | 6=        | 9=        |           |           |           |
| Irlanda                         | 6=        |           | 9=        | 9=        | 9=        |
| Italia                          | 6=        |           |           |           |           |
| Lettonia                        |           |           | 2         | 4=        | 4=        |
| Lituania                        |           |           | 9=        |           |           |
| Repubblica di Macedonia         |           |           | 9=        |           |           |
| Paesi Bassi                     | 1         |           |           |           |           |
| Norvegia                        | 6=        | 4=        | 9=        | 4=        | 9=        |
| Polonia                         |           | 1         | 9=        | 4=        |           |
| Portogallo                      | 6=        |           | 9=        | 9=        |           |
| Regno Unito                     | 6=        | 4=        | 1         | 9=        | 3         |
| Russia                          |           |           | 9=        |           |           |
| Slovacchia                      |           |           |           |           | 4=        |
| Slovenia                        |           |           | 9=        | 9=        | 4=        |
| Spagna                          | 6=        | 2         | 9=        | 9=        | 9=        |
| Svezia                          | 6=        |           | 3         |           | 4=        |
| Svizzera                        | 6=        | 9=        | 4=        | 4=        |           |
| Ungheria                        |           | 9=        | 4=        |           |           |

#### Anni 2000
| 2000–2008                       | 2000–2008 | 2000–2008 | 2000–2008                 | 2000–2008                 | 2000–2008                 |
| Paesi partecipanti e debuttanti | 2000 (18) | 2002 (20) | 2004 (16)                 | 2006 (18)                 | 2008 (16)                 |
| ------------------------------- | --------- | --------- | ------------------------- | ------------------------- | ------------------------- |
| Austria                         | 4=        | 1         | 1                         | 4=                        | 8=                        |
| Belgio                          | 9=        |           | 8=                        | 8=                        |                           |
| Bulgaria                        |           |           |                           | 8=                        |                           |
| Cipro                           |           | 8=        | 8=                        | 8=                        | 8=                        |
| Croazia                         |           | 8=        | 8=                        | 8=                        | 8=                        |
| Danimarca                       |           | 8=        |                           |                           |                           |
| Estonia                         | 9=        | 8=        | 4=                        |                           |                           |
| Finlandia                       | 2         | 8=        | 8=                        | 8=                        | 2                         |
| Francia                         | 4=        |           |                           |                           |                           |
| Germania                        | 9=        | 4=        | 2                         |                           | 8=                        |
| Grecia                          |           | 4=        | 8=                        | 8=                        | 1                         |
| Jugoslavia                      |           |           | Nazione non più esistente | Nazione non più esistente | Nazione non più esistente |
| Irlanda                         | 9=        |           |                           |                           |                           |
| Italia                          |           | 8=        |                           |                           |                           |
| Lettonia                        | 9=        | 8=        |                           |                           |                           |
| Paesi Bassi                     | 4=        | 8=        | 8=                        | 8=                        | 4=                        |
| Norvegia                        | 4=        | 8=        | 4=                        | 2                         | 3                         |
| Polonia                         | 1         | 4=        | 4=                        | 8=                        | 8=                        |
| Regno Unito                     | 9=        | 2         | 8=                        | 4=                        | 4=                        |
| Repubblica Ceca                 |           | 4=        |                           | 8=                        |                           |
| Romania                         |           | 8=        | 8=                        | 4=                        | 8=                        |
| Russia                          | 3         | 8=        | 3                         | 3                         | 4=                        |
| Serbia                          |           |           |                           |                           | 8=                        |
| Serbia e Montenegro             |           |           |                           | 8=                        | Nazione non più esistente |
| Slovacchia                      | 9=        |           |                           |                           |                           |
| Slovenia                        | 9=        | 3         | 8=                        | 8=                        | 4=                        |
| Spagna                          | 9=        |           |                           |                           |                           |
| Svezia                          |           | 8=        | 8=                        | 1                         | 8=                        |
| Svizzera                        | 9=        | 8=        | 4=                        | 4=                        |                           |
| Ucraina                         |           |           |                           |                           | 8=                        |
| Ungheria                        | 4=        |           |                           |                           |                           |

#### Anni 2010
| 2010–2018                       | 2010–2018 | 2010–2018 | 2010–2018 | 2010–2018 | 2010–2018 |
| Paesi partecipanti e debuttanti | 2010 (15) | 2012 (14) | 2014 (14) | 2016 (11) | 2018 (18) |
| ------------------------------- | --------- | --------- | --------- | --------- | --------- |
| Albania                         |           |           |           |           | 7=        |
| Armenia                         |           | 3         |           |           |           |
| Austria                         | 8=        | 2         | 1         | 3         |           |
| Belgio                          |           |           |           |           | 7=        |
| Bielorussia                     | 4=        | 5=        |           |           |           |
| Bosnia ed Erzegovina            |           | 8=        |           |           |           |
| Cipro                           | 8=        |           |           |           |           |
| Croazia                         | 4=        | 8=        | 4=        | 4=        | 7=        |
| Estonia                         |           |           |           |           | 7=        |
| Georgia                         |           | 8=        |           |           |           |
| Germania                        | 4=        | 5=        | 4=        | 4=        | 4=        |
| Grecia                          | 8=        | 8=        | 4=        |           | 7=        |
| Israele                         |           |           |           |           | 7=        |
| Malta                           |           |           | 4=        | 4=        | 7=        |
| Moldavia                        |           |           | 4=        |           |           |
| Norvegia                        | 2         | 1         | 4=        | 4=        | 4=        |
| Paesi Bassi                     | 8=        | 8=        | 4=        |           |           |
| Polonia                         | 4=        | 4         | 4=        | 1         | 7=        |
| Portogallo                      |           |           | 4=        |           |           |
| Regno Unito                     | 8=        |           |           |           | 7=        |
| Repubblica Ceca                 | 8=        | 5=        | 4=        | 2         | 4=        |
| Romania                         | 8=        |           |           |           |           |
| Russia                          | 3         |           |           |           | 1         |
| San Marino                      |           |           |           | 4=        | 7=        |
| Slovenia                        | 1         | 8=        | 2         | 4=        | 2         |
| Spagna                          |           |           |           |           | 7=        |
| Svezia                          | 8=        |           | 4=        | 4=        | 7=        |
| Ucraina                         |           | 8=        |           |           |           |
| Ungheria                        |           |           | 3         | 4=        | 4=        |

#### Anni 2020
| 2020-2028                       | 2020-2028 | 2020-2028 | 2020-2028 | 2020-2028 |
| Paesi partecipanti e debuttanti | 2020 (11) | 2022 (9)  | 2024 (11) | 2026      |
| ------------------------------- | --------- | --------- | --------- | --------- |
| Armenia                         |           |           | 4=        |           |
| Austria                         |           | 4=        | 1         |           |
| Belgio                          |           | 4=        | 4=        |           |
| Croazia                         | -         | 4=        |           |           |
| Estonia                         | -         |           |           |           |
| Francia                         |           | 4=        | 4=        |           |
| Germania                        | -         | 2         | 3         |           |
| Grecia                          | -         |           |           |           |
| Malta                           | -         |           |           |           |
| Norvegia                        | -         | 3         | 4=        |           |
| Polonia                         | -         | 4=        | 4=        |           |
| Repubblica Ceca                 | -         | 1         | 4=        |           |
| Serbia                          |           |           | 4=        |           |
| Slovenia                        | -         |           |           |           |
| Svezia                          | -         | 4=        | 2         |           |
| Svizzera                        |           |           | 4=        |           |
| Ucraina                         | -         |           |           |           |

## Primati
Primati nell'Eurovision Young Musicians fino al 2024.
- Maggior numero di vittorie:  Austria - 6; (1988, 1998, 2002, 2004, 2014, 2024)
- Maggior numero di edizioni ospitate:  Austria - 6; (1990, 1998, 2006, 2008, 2010, 2012)
- Maggior numero di edizioni consecutive ospitate:  Austria - 4; (2006, 2008, 2010, 2012)
- Maggior numero di edizioni ospitate in una città: Vienna - 6;
- Maggior numero di vittorie nel 21º secolo:  Austria - 4;
- Strumento suonato dal maggior numero di vincitori: Violino - 10 (1984, 1988, 1992, 1996, 1998, 2002, 2004, 2014, 2022, 2024);
- Vittorie in due edizioni di seguito:  Austria (2002, 2004);
- Maggior numero di performance al secondo posto:  Finlandia e  Norvegia - 3;
- Maggior numero di performance al terzo posto:  Russia - 4;
- Maggior numero di partecipazioni:  Austria,  Norvegia - 19;
- Minor numero di partecipazioni:  Albania,  Bosnia ed Erzegovina,  Bulgaria,  Georgia,  Lituania,  Macedonia del Nord,  Moldavia,  Serbia e Montenegro - 1;
- Nazioni sempre qualificatesi per la serata finale:  Armenia,  Bielorussia,  Moldavia;
- Nazioni mai qualificatesi per la serata finale:  Albania,  Bosnia ed Erzegovina,  Bulgaria,  Cipro,  Georgia,  Irlanda,  Israele,  Lituania,  Repubblica di Macedonia,  Serbia e Montenegro,  Ucraina;

- Maggior numero di paesi partecipanti in un'edizione: 24 (1994);
- Miglior debutto:  Germania (debutto e vittoria nel 1982),  Paesi Bassi (debutto e vittoria nel 1984),  Polonia (debutto e vittoria nel 1992)